# 布拉格15区
布拉格15区位于布拉格东南部，面积1024.94公顷，由上梅霍卢皮（Horní Měcholupy）和霍斯蒂瓦日（Hostivař）两个地籍区组成，1994年11月18日成立。之前，霍斯蒂瓦日属于布拉格10区，上梅霍卢皮则是独立的市辖区。.

## 布拉格15区行政区
布拉格15区政府受布拉格市的委托，为附近的布拉格-下梅霍卢皮（Dolní Měcholupy）、布拉格-杜贝奇（Dubeč）、布拉格-彼得罗维采（Petrovice）、布拉格-什捷尔博霍利（Štěrboholy）等市辖区执行扩大行政职责。1994—2001年，布拉格15区也为布拉格-贝尼采（Benice）、布拉格-科洛夫拉蒂（Kolovraty）、布拉格-内德维齐（Nedvězí）和布拉格-乌赫日涅韦斯（Uhříněves）执行扩大职责，这些市区2001年合并为新的布拉格22区。

## 教育
布拉格15区境内有5所小学（包括初中），1所文艺小学，3所私立中学（师范中专，查佩克兄弟高中和私立技术中专学校），1所公立中专学校和8所幼儿园。

## 自然环境
布拉格15区包括霍斯蒂瓦日水库的一部分和科齐内茨（Kozinec）。科齐内茨上发现了古代斯拉夫族的城堡遗址。水库建在博蒂奇（Botič）上，从水库坝到旧霍斯蒂瓦日的博蒂奇曲流地带被列为自然保护区。15区还设有鸟类标号环加环站和Toulcův dvůr布拉格市生态教育中心。

## 文物和纪念碑
- 窦乐茨园[譯名請求]：14世纪建立的小贵族堡垒，后经过晚期哥特式和文艺复兴风格的改造，目前是生态教育中心。
- 圣施洗者约翰被斩首教堂：13世纪的早期哥特式教堂，围墙和木制钟楼有18世纪的基础。
- 霍斯蒂瓦日的古老民居、农园和住宅。
- 霍斯蒂瓦日墓地：19世纪以来的塑像，包括安多宁·施韦拉和弗·萨·沙勒达的坟墓。
- 霍斯蒂瓦日和上梅霍卢皮各有两次世界大战烈士纪念碑。
- 上梅霍卢皮的铁质钟楼。

## 名人
- 安东宁·什韦赫拉（Antonín Švehla 1873–1933），霍斯蒂瓦日人，政治人物。1918年10月28日参加了捷克斯洛伐克共和国的建立，后任农民党主席、捷克斯洛伐克总理（1922-1929）。
- 弗·萨·沙尔达（F. X. Šalda 1867–1937），著名文学评论家。他的父母晚年在霍斯蒂瓦日定居，创建了家庭坟墓，沙尔达的遗体后来也埋葬于此。
- 历任区长：扬·纳德沃尔尼克（Jan Nádvorník 1994–2006，前参议院议员），伊日·佩特日什（Jiří Petříš 2006–2010，已故），帕韦尔·克莱加（Pavel Klega 2010–2014），米兰·文茨尔（Milan Wenzl，现任）。

## 友好城市
- 英国哈洛（Harlow）
- 斯洛伐克日利纳